# Digitalt visitkort
Et digitalt visitkort er en fælles betegnelse for at gøre sine kontaktinformationer tilgængelige på en digital platform. Der findes ikke en egentlig standard for det digitale visitkort, og der findes flere former for digitalisering.
vCard-filen er en struktureret datafil med udvalgte kontaktinformationer, der kan indlæses i de fleste programmer som Microsoft Outlook og ligeledes lagres i adressekartoteker på mobiltelefoner. 
Der findes nogle få systemer, hvor det digitale visitkort ligger i en app på din smartphone. Blandt andet Haystack og mobileCARD som giver brugeren mulighed for at oprette kontaktinformationer på visitkortet. Kortene deles på forskellige måder afhængig af platform. Udveksling via NFC teknologi, SMS, udnyttelse af lokationsdata er blandt mulighederne.
 Der er for få eller ingen kildehenvisninger i denne artikel, hvilket er et problem. Du kan hjælpe ved at angive troværdige kilder til de påstande, som fremføres i artiklen.